# Arctosyrphus willingii
Arctosyrphus willingii är en tvåvingeart som först beskrevs av Smith 1912.  Arctosyrphus willingii ingår i släktet Arctosyrphus och familjen blomflugor. Inga underarter finns listade i Catalogue of Life.
Arten förekommer på Kolahalvön och i norra delen av Ryssland. Arctosyrphus willingii finns även i Kanada och Alaska. Utbredningsomrdets storlek uppskattas med 580 000 km². Denna blomfluga lever i fuktiga delar av tundran med några buskar. Den besöker ofta blommor av maskrossläktet. Fortplantningen sker i Europa från maj till juli samt i Nordamerika från maj till augusti. Honor lägger sina ägg vid växternas rötter och laverna äter mikroorganismer som finns där. Puppstadiet varar i 9 till 10 dagar.
Beståndet hotas av landskapsförändringar. Hela populationens storlek är okänd. IUCN listar arten med kunskapsbrist (DD).